# Orvar Lindwall
Lars Orvar Martin Lindwall (Lund, 10 de agosto de 1941) es un deportista sueco que compitió en esgrima, especialista en la modalidad de espada. Ganó dos medallas en el Campeonato Mundial de Esgrima en los años 1961 y 1962.

## Palmarés internacional
| Campeonato Mundial | Campeonato Mundial       | Campeonato Mundial | Campeonato Mundial |
| Año                | Lugar                    | Medalla            | Prueba             |
| ------------------ | ------------------------ | ------------------ | ------------------ |
| 1961               | Turín (Italia)           | Medalla de bronce  | Espada por equipos |
| 1962               | Buenos Aires (Argentina) | Medalla de plata   | Espada por equipos |